# Barybrotes indus
Barybrotes indus är en kräftdjursart som beskrevs av Schioedte och Frederik Vilhelm August Meinert 1879. Barybrotes indus ingår i släktet Barybrotes och familjen Barybrotidae. Inga underarter finns listade i Catalogue of Life.